# Coracina melanoptera
El oruguero cabecinegro (Coracina melanoptera) es una especie de ave paseriforme de la familia Campephagidae nativa del sur de Asia.

## Descripción

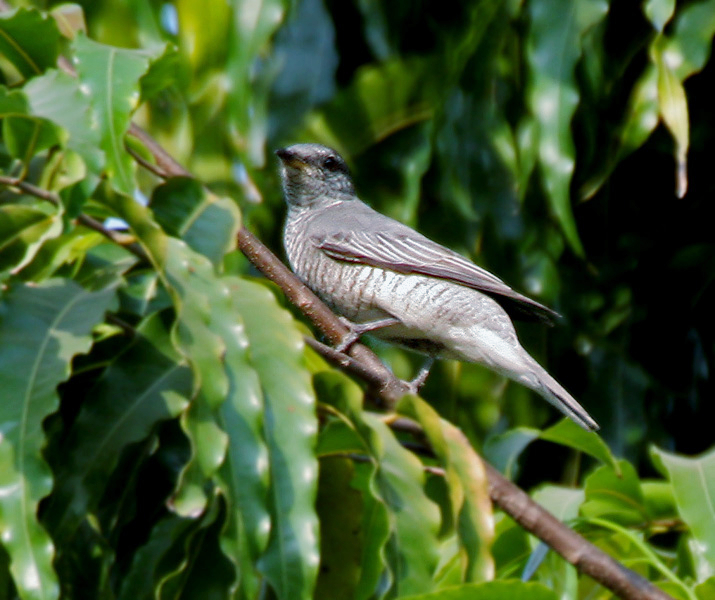
Hembra.

El oruguero cabecinegro mide unos 20 cm de largo. Presenta gran dimorfismo sexual en el color de su plumaje. Los machos tienen la mayor parte de sus partes superiores y el pecho grises, con la cabeza negra y las plumas de las alas y cola negras con bordes blancos. Su vientre y la parte inferior de su cola son blancos. En cambio las hembras tienen las partes superiores de tonos grises parduzcos y las inferiores son blancas con denso listado negro, y suelen presentar una lista superciliar blanquecina.

## Distribución
Se encuentra en el subcontinente indio (la India, Nepal, Bangladés y Sri Lanka) y Birmania.